# Bazylika katedralna Wniebowzięcia Najświętszej Maryi Panny we Włocławku

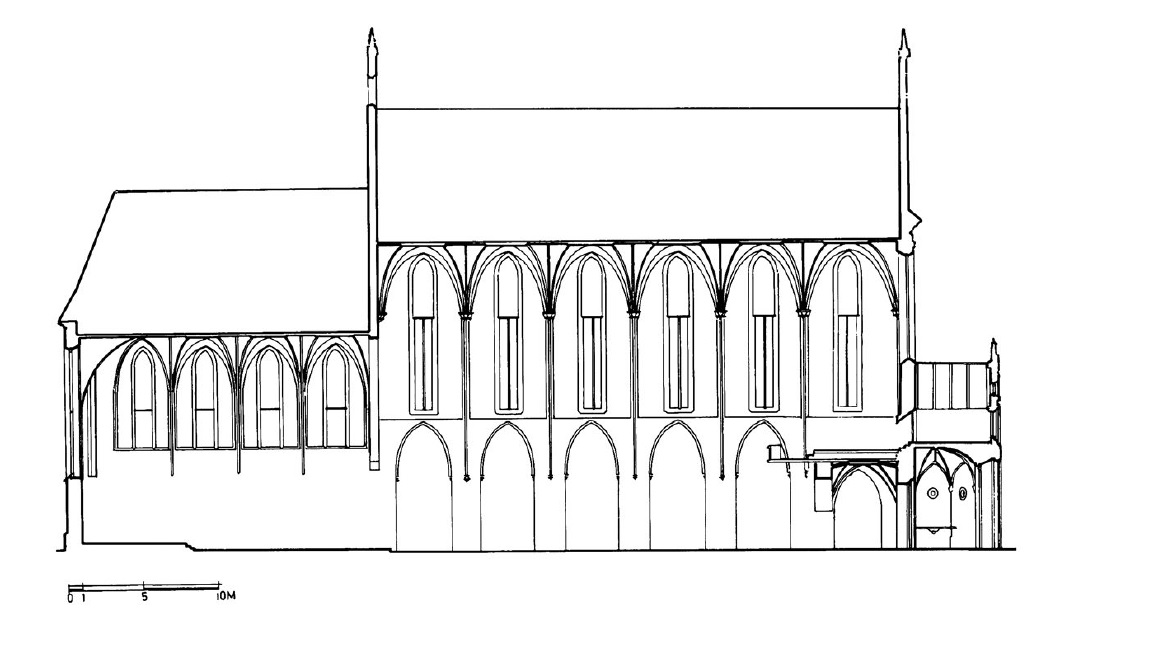
Przekrój podłużny

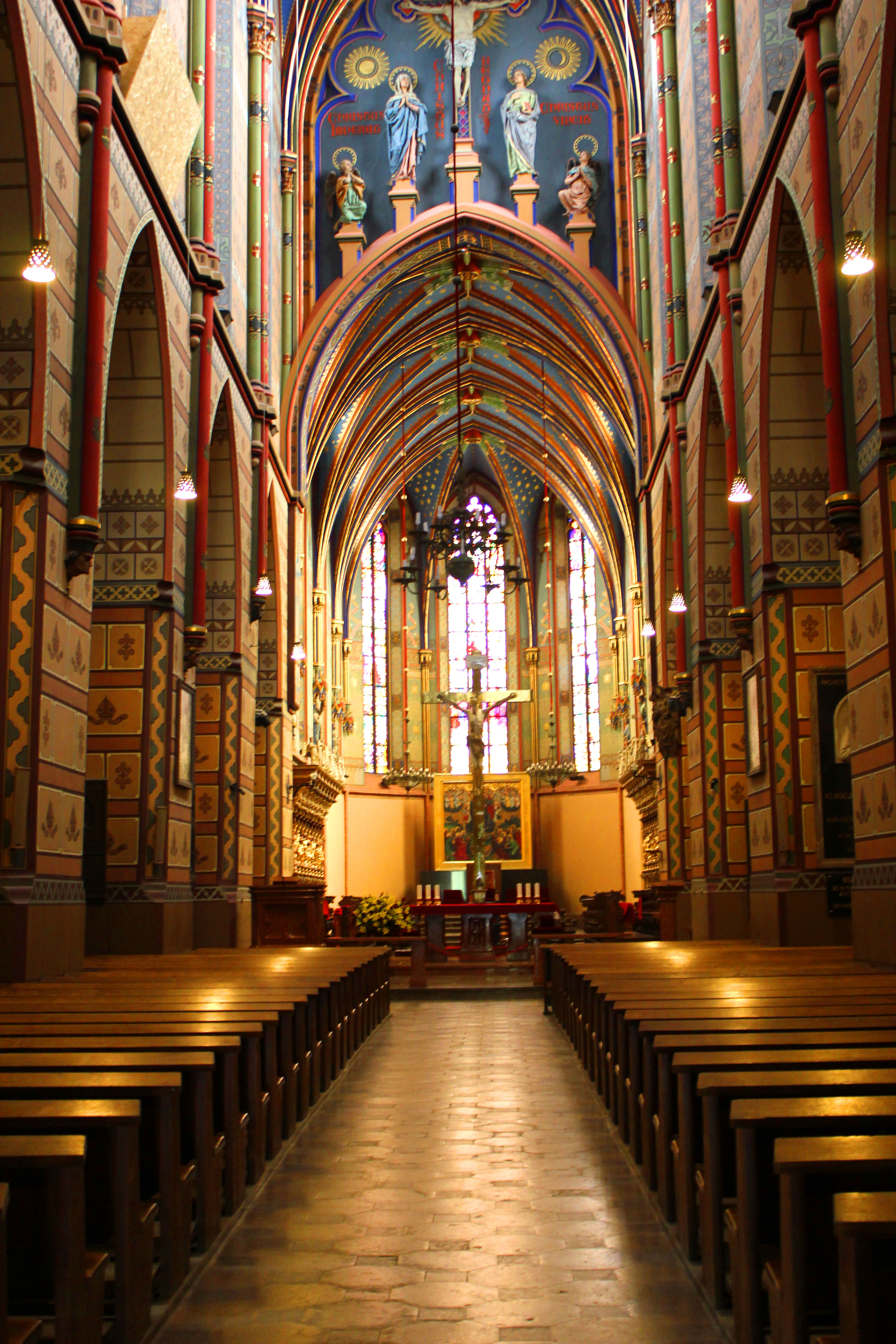
Wnętrze katedry

Bazylika katedralna Wniebowzięcia NMP we Włocławku – budowla gotycka wznoszona od 1340 r. (poświęcenie kamienia węgielnego), konsekrowana w 1411 r. po ukończeniu korpusu nawowego. Budowa kontynuowana jeszcze w ciągu XV i na pocz. XVI w., do 1526 (ukończenie wieży północnej). W latach 1883–1901 poważnie regotyzowana, z wymianą detali i podwyższeniem obu wież. Jest to świątynia trzynawowa z węższym i znacznie niższym prezbiterium. Ze znajdujących się wewnątrz zabytków na szczególną uwagę zasługują: witraże z 1360 roku, nagrobek bpa Piotra z Bnina z 1494, drewniana figura Matki Bożej z początku XV w. oraz obraz Wniebowzięcia NMP, Jana Wielkiego z ok. 1480.

## Historia

### Katedra romańska
W XII w. włocławska katedra była budynkiem drewnianym. Prawdopodobnie w 1 połowie. XIII w. wybudowano murowaną katedrę używając jako budulca granitowych kamiennych ciosów. Katedra znajdował się blisko brzegu Wisły, na południowy wschód od zamku, w rejonie obecnych posesji Gdańska 1 i Bednarska 2. Pierwsza murowana katedra włocławska została spalona przez Krzyżaków w 1329 r. Uważa się, że część budulca pochodzącego z rozbiórki spalonej katedry (kamień granitowy) użyto do budowy kamienicy przy ul. Bednarskiej 2. Pozostałości katedry odnaleźli w 2009 roku archeolodzy dr Janusz Pietrzak i mgr inż. Artur Ginter.

### Katedra gotycka
Kronikarz Jan Długosz odnotował w Rocznikach początek budowy obecnie istniejącej katedry zainicjowanej przez biskupa Macieja Pałukę z Gołańczy, który miał położyć kamień węgielny 25 marca 1340 roku. Budowę rozpoczęto w nowym miejscu, nieco wyżej i dalej od Wisły niż poprzedni budynek katedry romańskiej. W 1350 roku erygowano i uposażono ołtarz śś. Janów i Andrzeja. Wpierw wzniesiono długie prezbiterium w typie medykadenckim i południową zakrystię, które ukończono w 1383 roku. Po 1358 roku rozpoczęto wznoszenie korpusu głównego. Po śmierci biskupa Macieja Pałuki budowę po 1364 roku kontynuował jego bratanek biskup Zbylut z Gołańczy.
Około 1411 roku ukończono budowę bazylikowego korpusu nawy głównej. Geneza skromnego kształtu katedry jest przedmiotem dyskusji wśród historyków sztuki, którzy przykładowo proponują pogląd, że wzorem dla niej była katedra w Gnieźnie lub wzorów należy szukać wśród budowli wywodzących się z tradycji ukształtowanej w środowisku artystycznym Górnej Nadrenii, w tym kościół opactwa Cystersów w Salem. W 1392 roku odnotowano wydatki na pokrycie dachu. W 1411 nastąpiła pierwsza konsekracja katedry dokonana przez biskupa Jana Kropidłę. W XV i XVI wieku trwały prace nad masywem wieżowym i kaplicami. Czteroramienne sklepienia gwiaździste z przełomu XIV i XV wieku wywodzą się z architektury państwa zakonu krzyżackiego. Do naszych czasów zachowały się 22 kwatery gotyckich witraży pochodzących z okien prezbiterium, obecnie wyeksponowanych w kaplicy Świętej Barbary.
W 2 połowie XV w. zaczęto wznosić kaplice wokół głównego korpusu kościoła. Przy nawie południowej w 1527 r. zbudowano kaplicę św. Marcina i kapitularz, a w 1541 kaplicę Cibavit w 1541. W 1 ćwierci XVI w. dwie z kaplic (kaplicę NMP i przeciwległą św. Kazimierza) przebudowano w stylu manierystycznym. Zostały one przekryte kopułami z latarniami.
W drugiej poł. XVIII w. wyremontowano dach. W 1891 roku prace nad przebudową katedry rozpoczął Konstanty Wojciechowski. Według jego projektu dobudowano wzdłuż nawy północnej kaplice oraz kruchtę zachodnią, uzyskując dzięki temu symetryczne rozwiązanie bryły. Wieże, pierwotnie nie wyższe niż dach nawy głównej, a później przykryte baniastymi kopułami, zostały nadbudowane o dwie strzeliste kondygnacje w stylu neogotyckim. Prace polegały także na wymianie we wnętrzu licznych elementów artykulacji i dekoracji, co spowodowało zatarcie pierwotnego gotyckiego charakteru (nastąpiła np. wymiana maswerków, zworników, wprowadzenie nisz baldachimowych w prezbiterium). Usunięto również dużą część nowożytnego wyposażenia. Prace zakończono w 1902 roku. W 1907 włocławską katedrę ustanowiono bazyliką mniejszą.

## Wnętrze
- Wnętrze ozdobione jest polichromią autorstwa braci Stanisława i Zdzisława Jasińskich, wykonaną w latach 1900–1901
- W oknie prezbiterium znajdują się witraże Józefa Mehoffera (1938), z których w środkowym oknie ukazuje Wniebowzięcie NMP
- Gotyckie witraże z około 1350 roku[7], do dziś częściowo zachowane w kaplicy Świętej Barbary (pierwotnie w prezbiterium)
- Nagrobek biskupa Piotra z Bnina w kaplicy św. Józefa, wykonany w czerwonym marmurze przez Wita Stwosza w 1494 r.
- Gotycki obraz Wniebowzięcia Marii z Warty przypisywany Janowi Wielkiemu, datowany na rok 1475
- renesansowa marmurowa płyta nagrobna biskupa Krzesława z Kurozwęk z 1516 roku
- renesansowa brązowa płyta nagrobna biskupa Jana Karnkowskiego z 1536 roku
- drewniana rzeźba gotycka Matki Bożej z początku XV wieku
- grupa Ostatniej Wieczerzy z 1505 roku, polichromowana
- Wielki Krzyż Tumski, stojący u wejścia do prezbiterium, ufundowany na początku XVII w.
- barokowe stalle z 1683 roku
- na  łuku tęczowym nad wejściem do prezbiterium, umieszczona jest neogotycka Grupa Ukrzyżowania.

Do roku 2012, najpierw w prezbiterium, a od lat 70. XX w. w kaplicy Zwiastowania NMP, znajdował się siedmioramienny świecznik o wysokości 310 cm i rozpiętości ramion 380 cm, odlany z brązu w 1596 r. przez ryskiego konwisarza Hansa Meyera dla kościoła św. Piotra w Rydze. Zabytek trafił do Włocławka w czasie II wojny światowej wraz z grupą niemieckich osadników z Łotwy, przesiedlonych w ramach akcji Heim ins Reich. W lutym 2012 r. powrócił do Rygi na mocy porozumienia z władzami Republiki Łotewskiej o repatriacji dóbr kultury.
10 kwietnia 2011 w katedrze odsłonięto tablicę pamiątkową poświęconą ofiarom katastrofy polskiego Tu-154 w Smoleńsku.
W 2018 r. katedra została wpisana na listę pomników historii w ramach akcji „100 Pomników Historii na stulecie odzyskania niepodległości”.

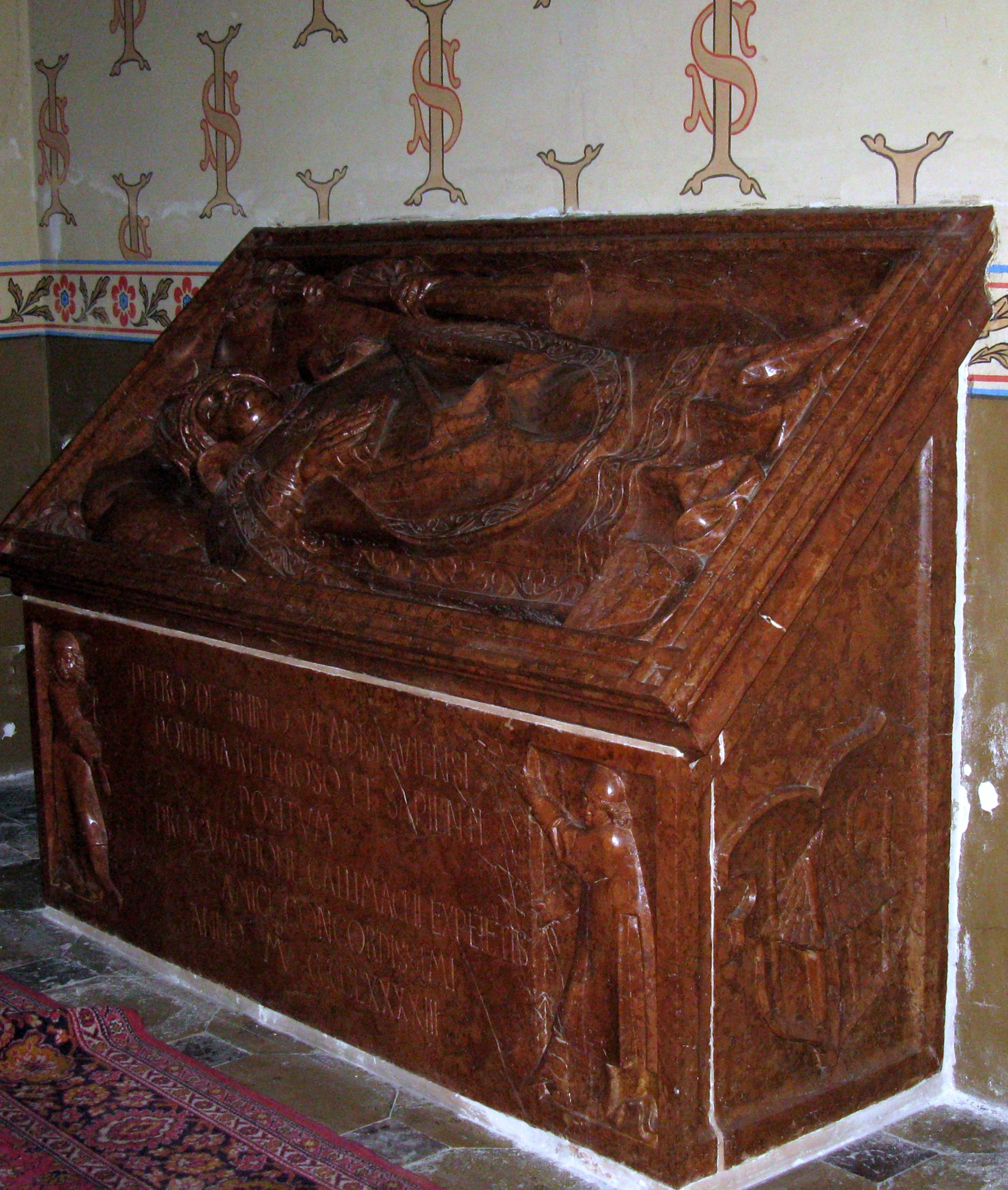
Tumba Piotra z Bnina, ok. 1493, aut. Wit Stwosz
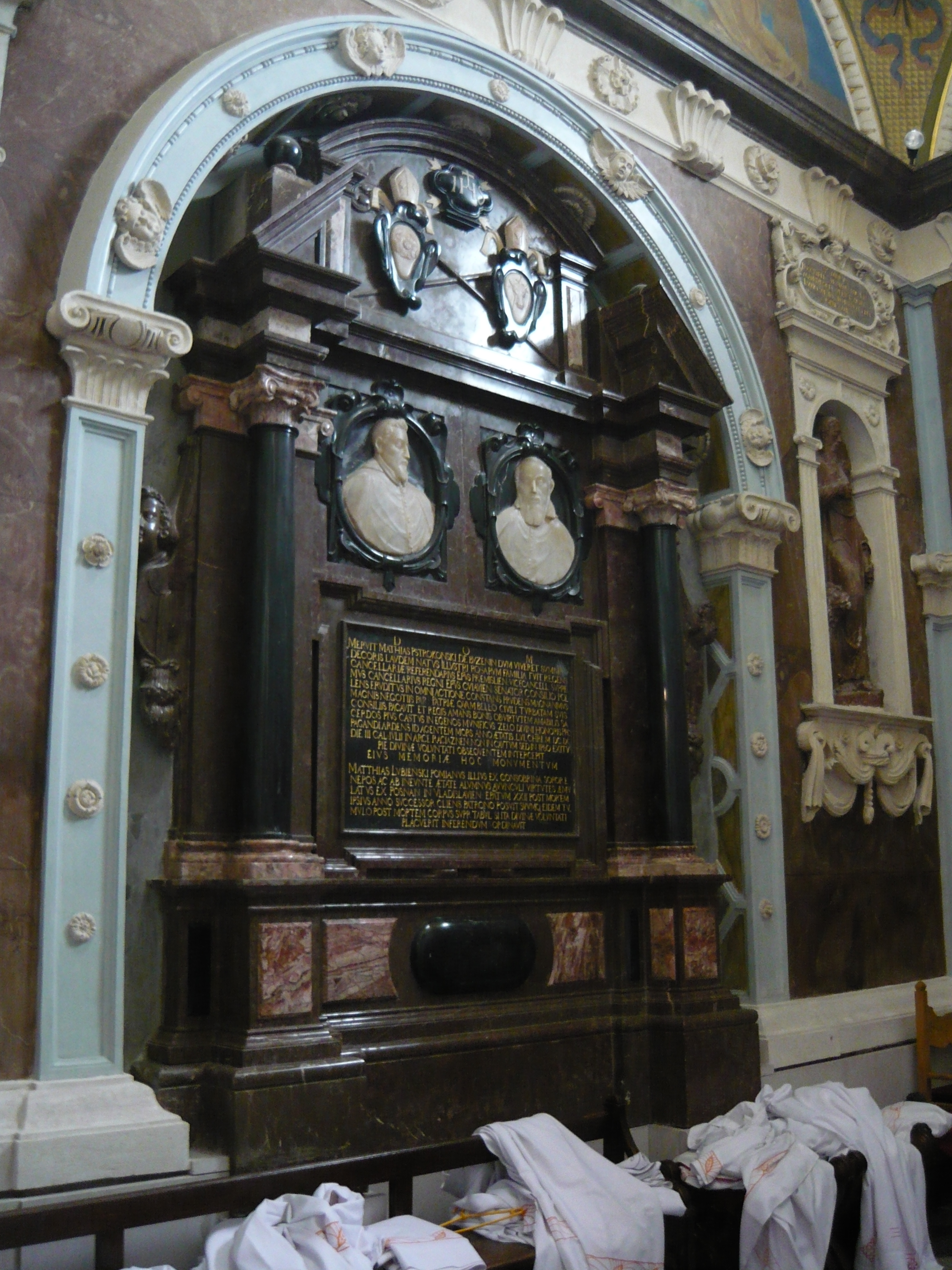
Nagrobek w nawie bocznej
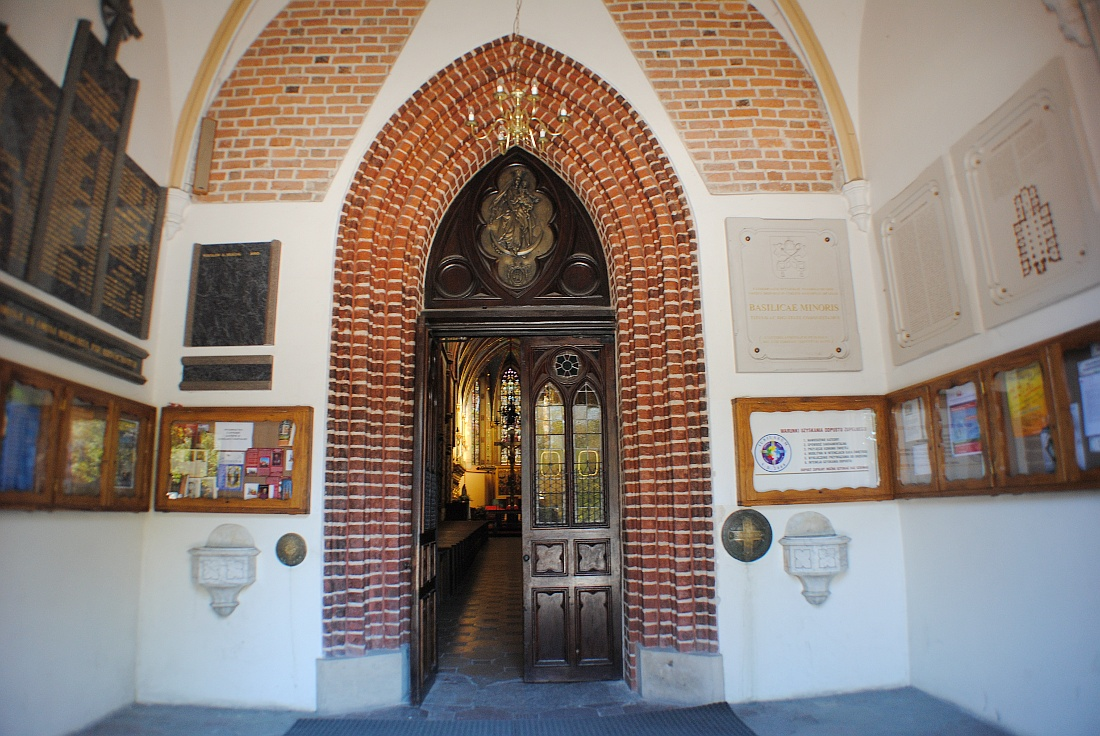
Portal w kruchcie
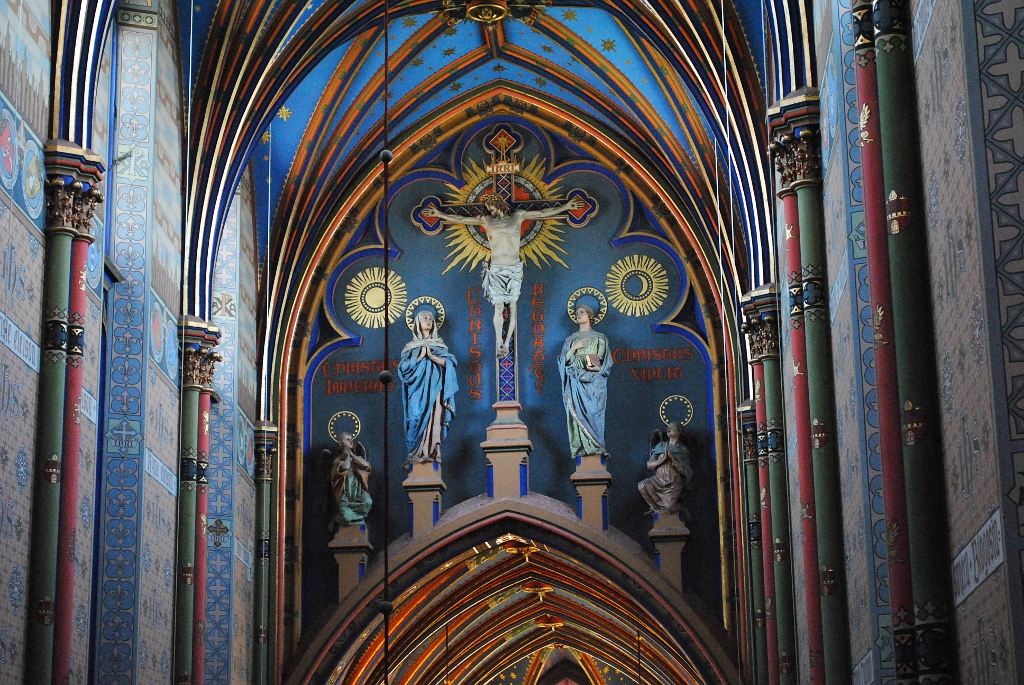
Neogotycka grupa Ukrzyżowania
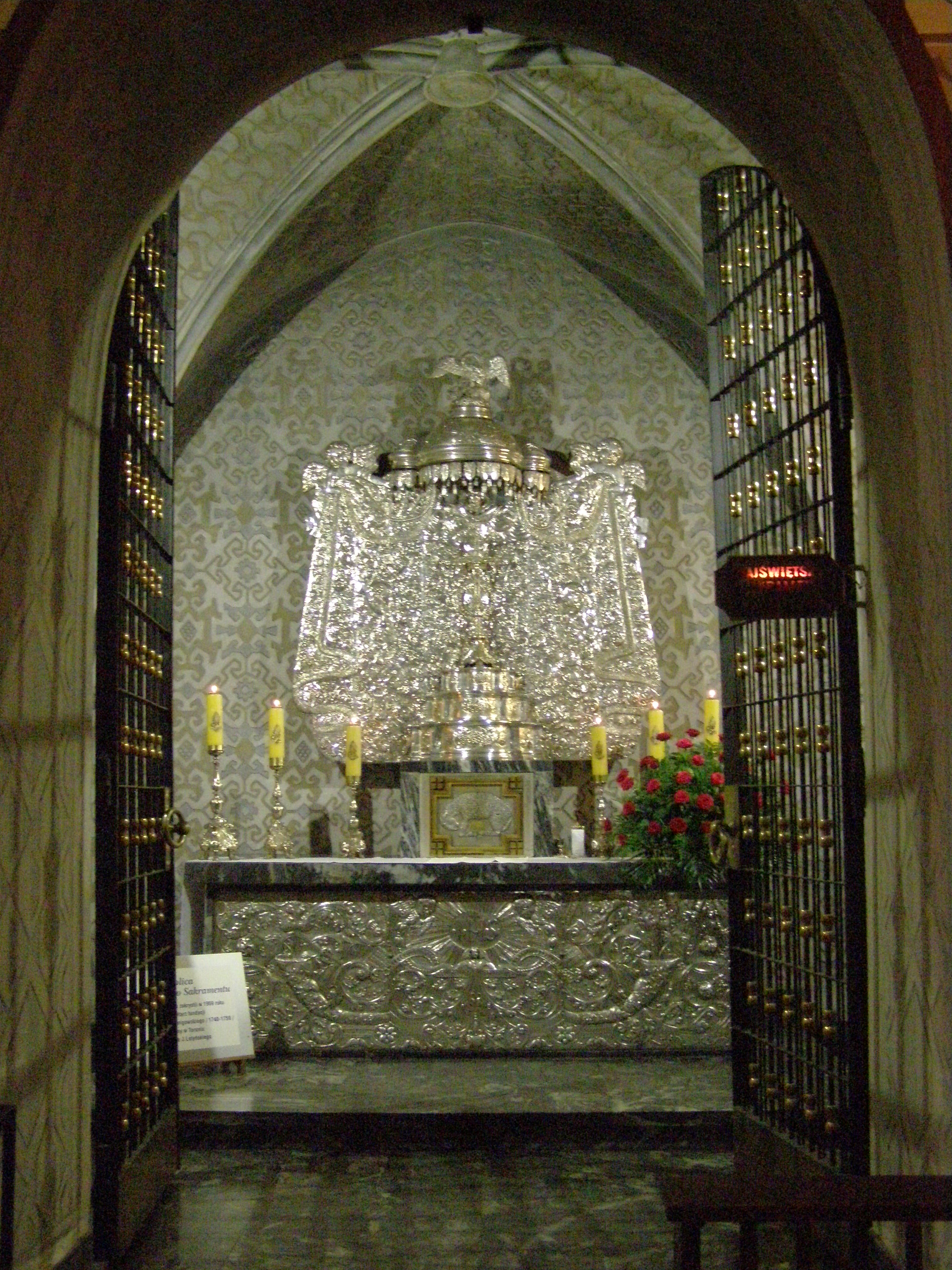
kaplica Najświętszego Sakramentu
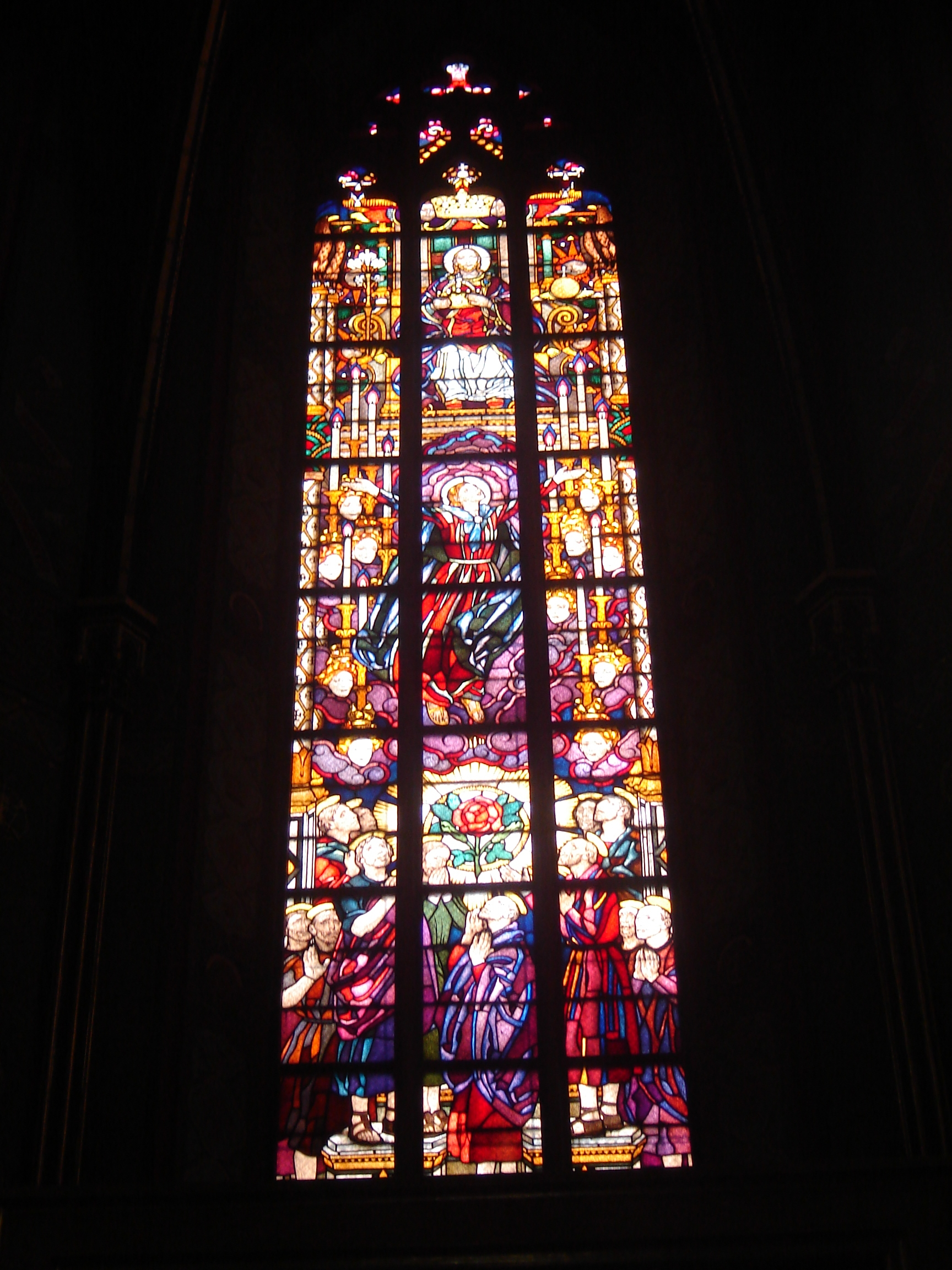
Witraż w katedrze
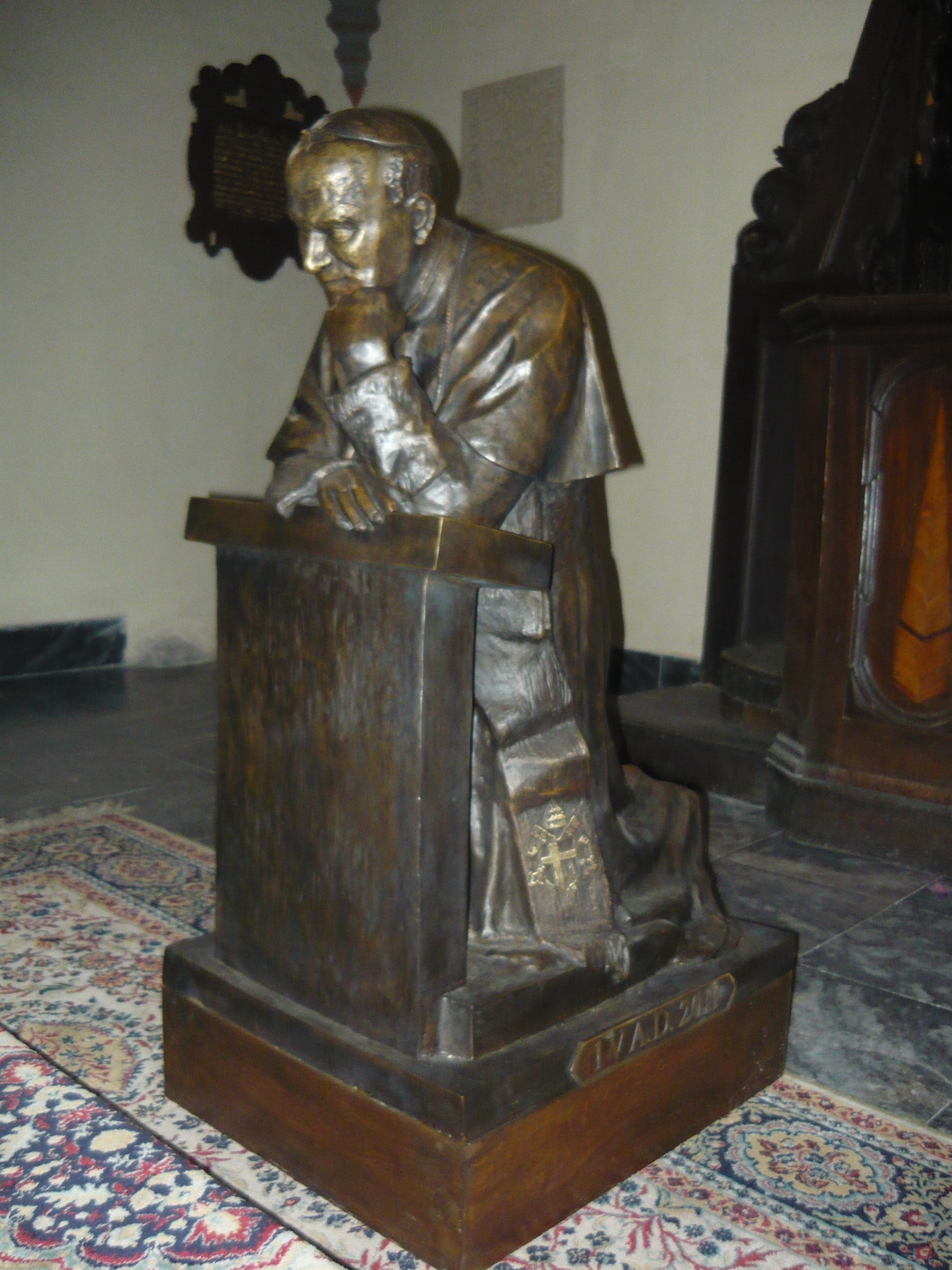
Pomnik Jana Pawła II w nawie bocznej
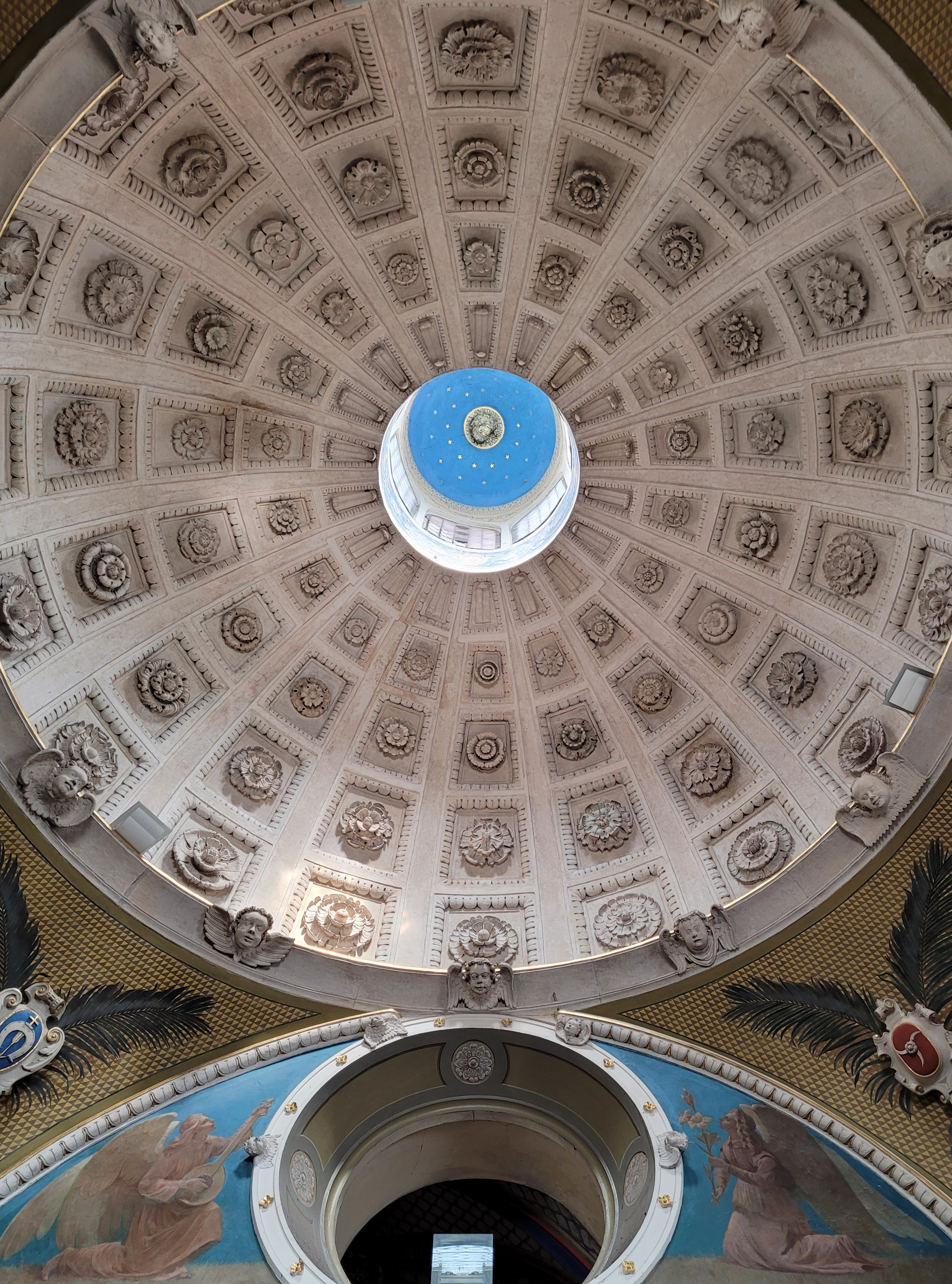
Renesansowe sklepienie nad kaplicą Matki Boskiej
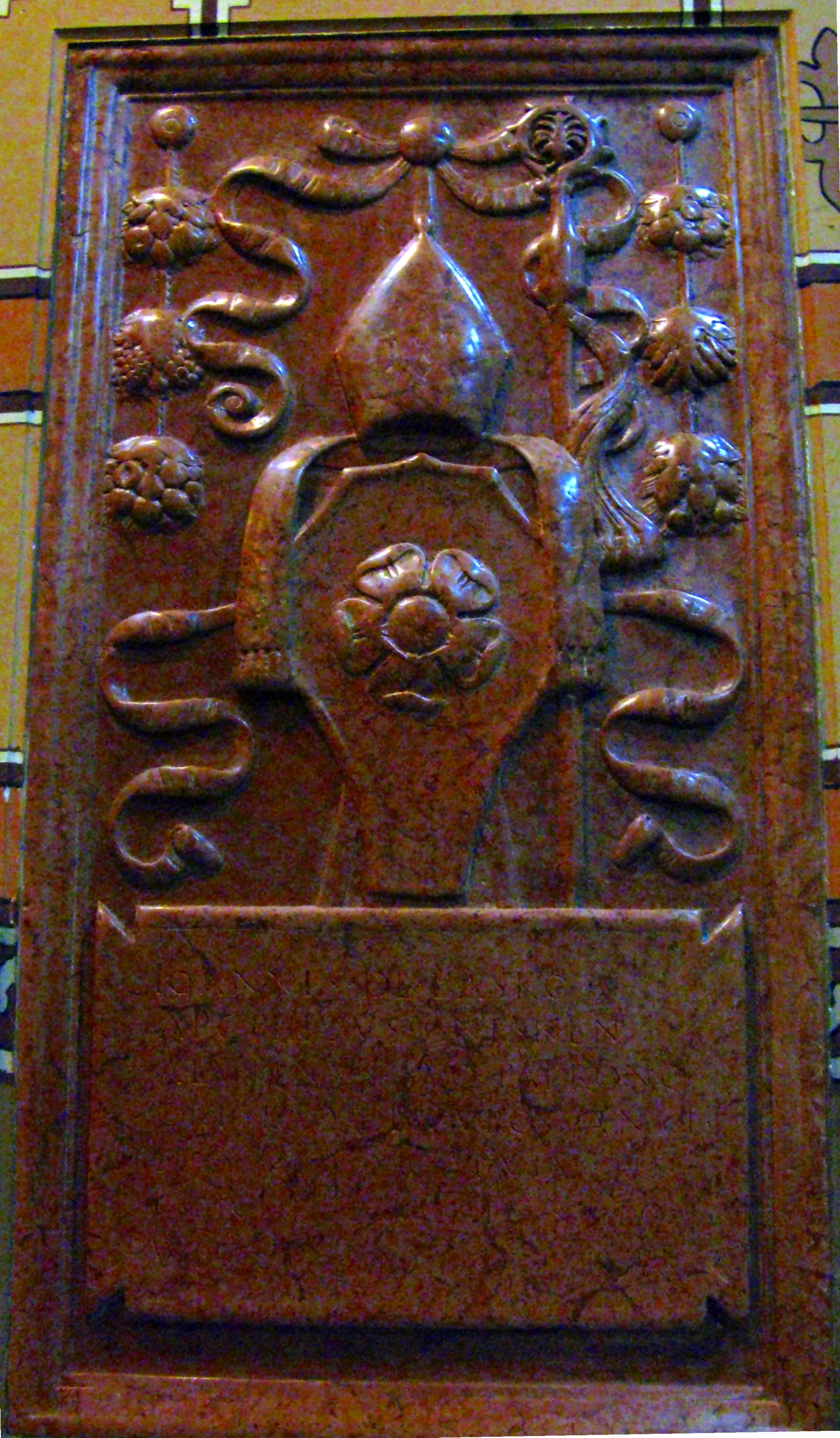
Epitafium Krzesława Kurozwęckiego

## Galeria

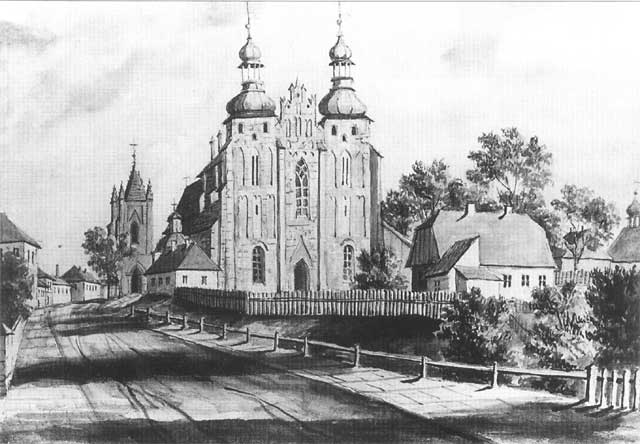
Katedra około 1880 roku
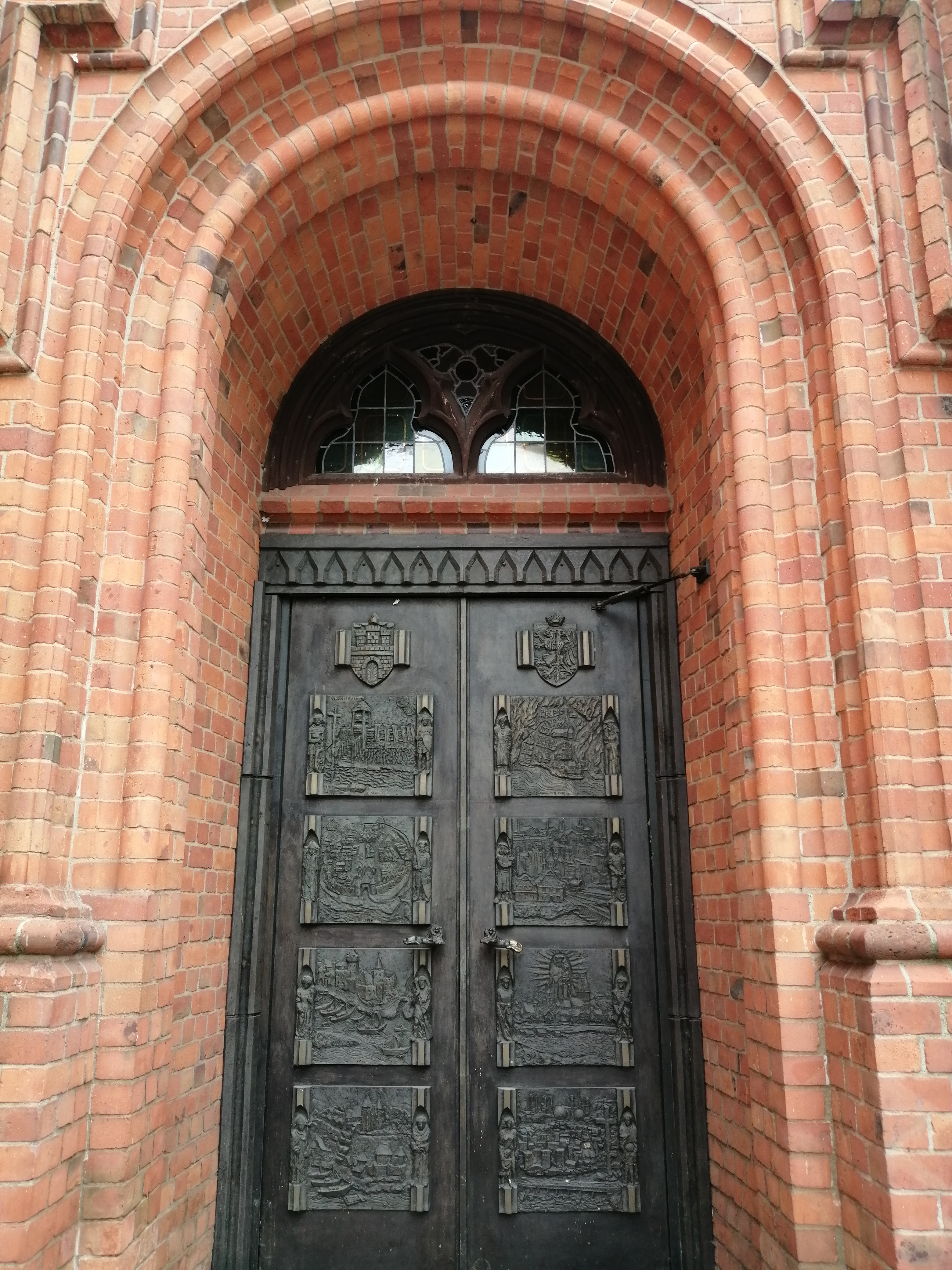
Portal do nawy bocznej
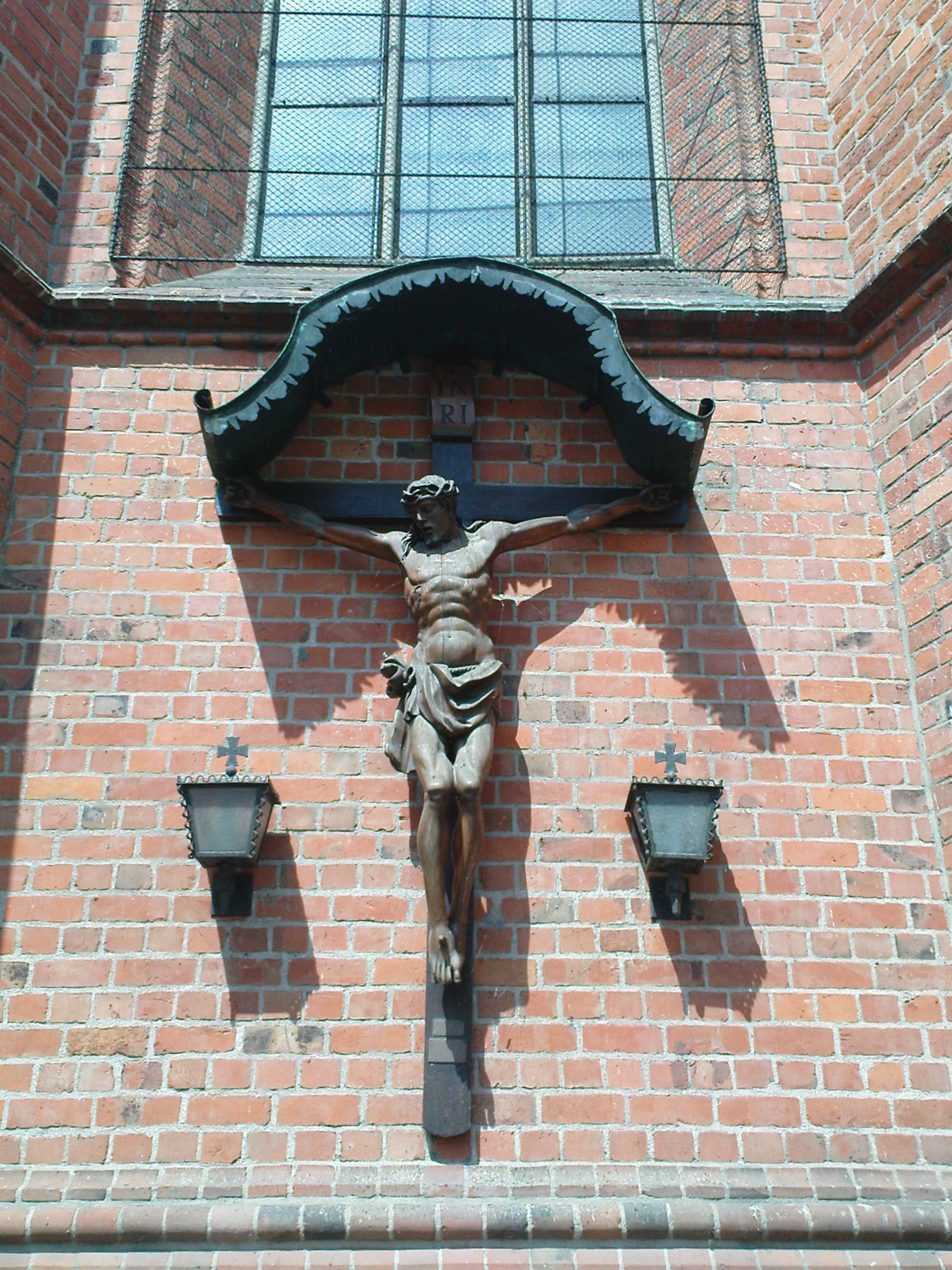
Krucyfiks na ścianie północnej ścianie
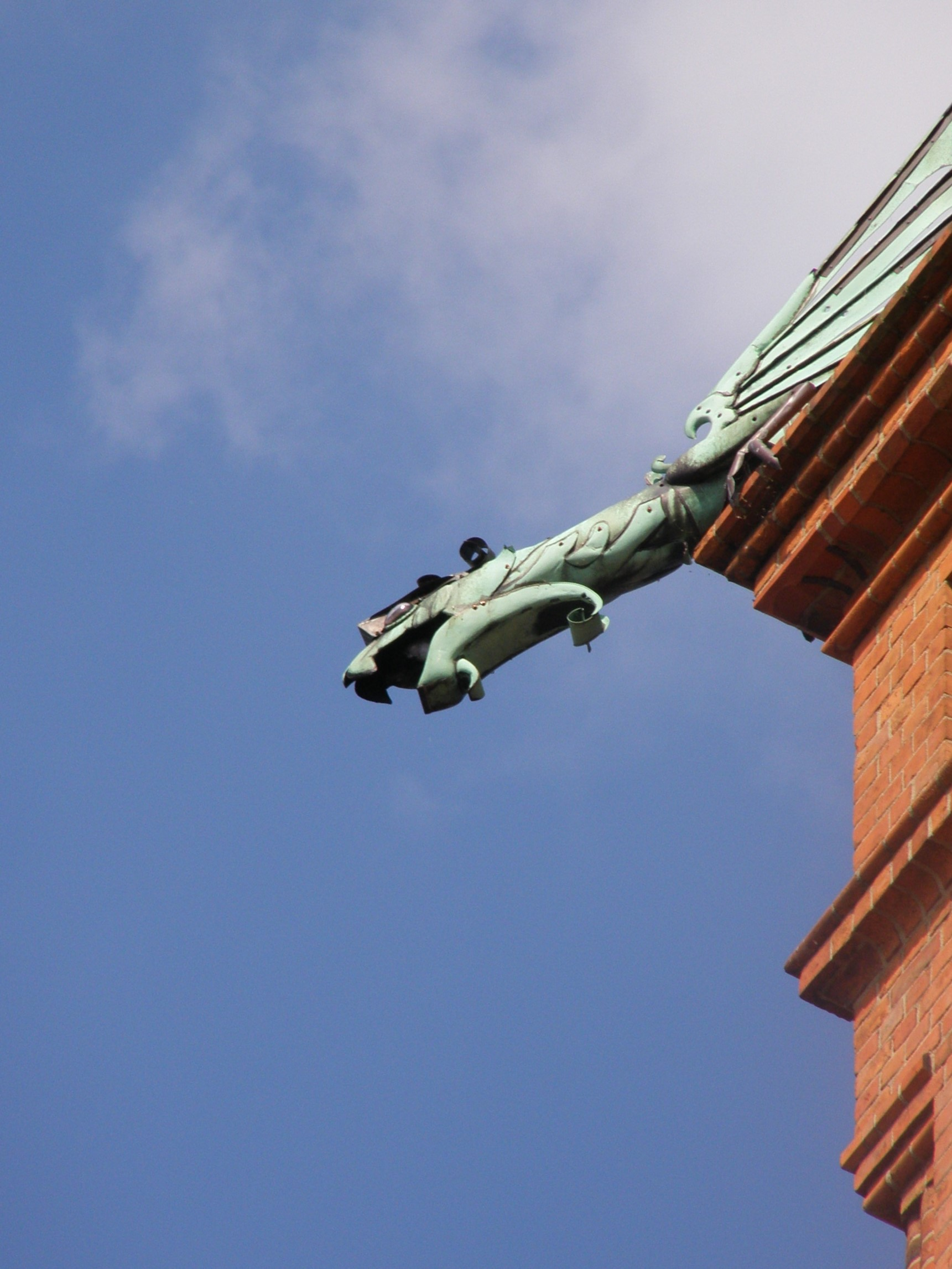
Rzygacz – Katedra włocławska
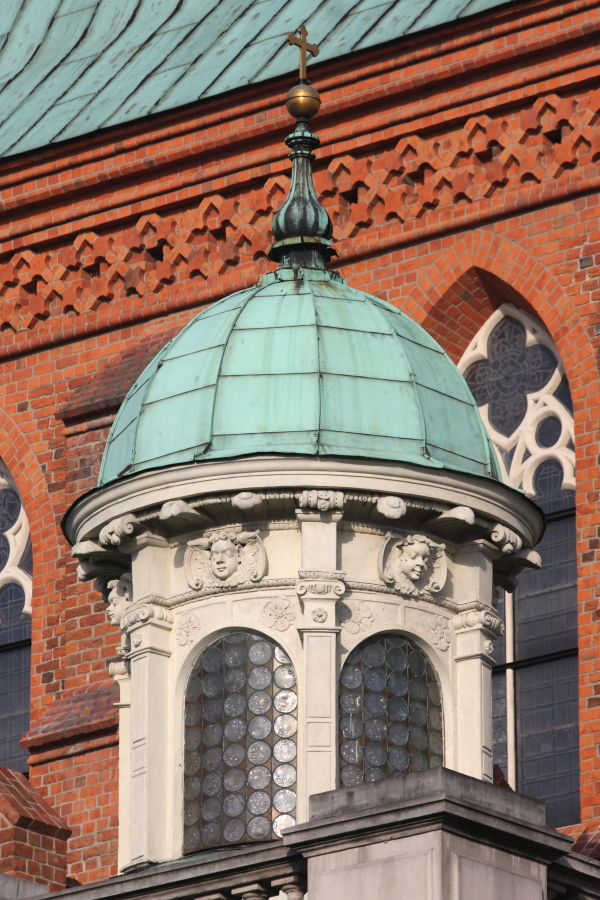
Latarnia kaplicy NMP
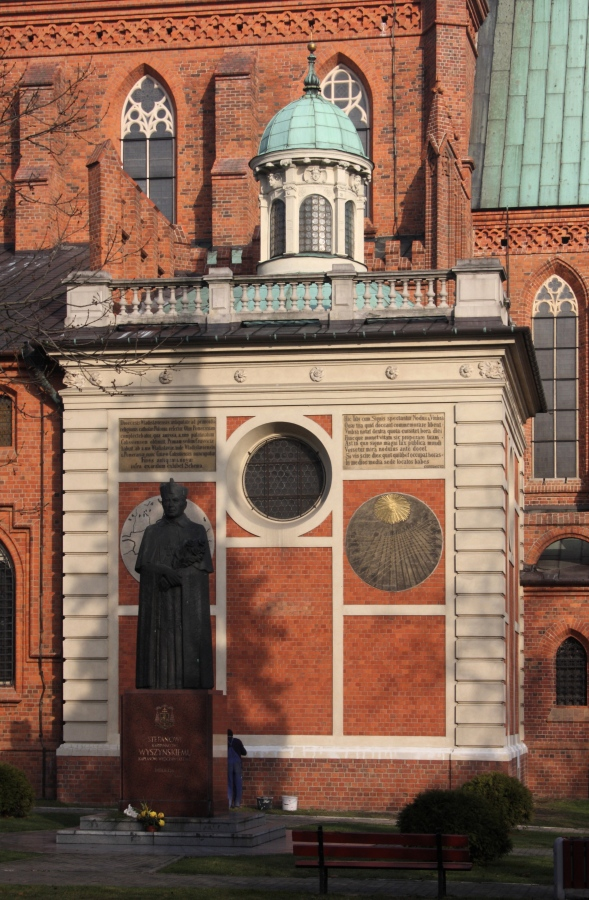
Manierystyczna kaplica NMP, przebudowana z zewnątrz w k. XIX w.
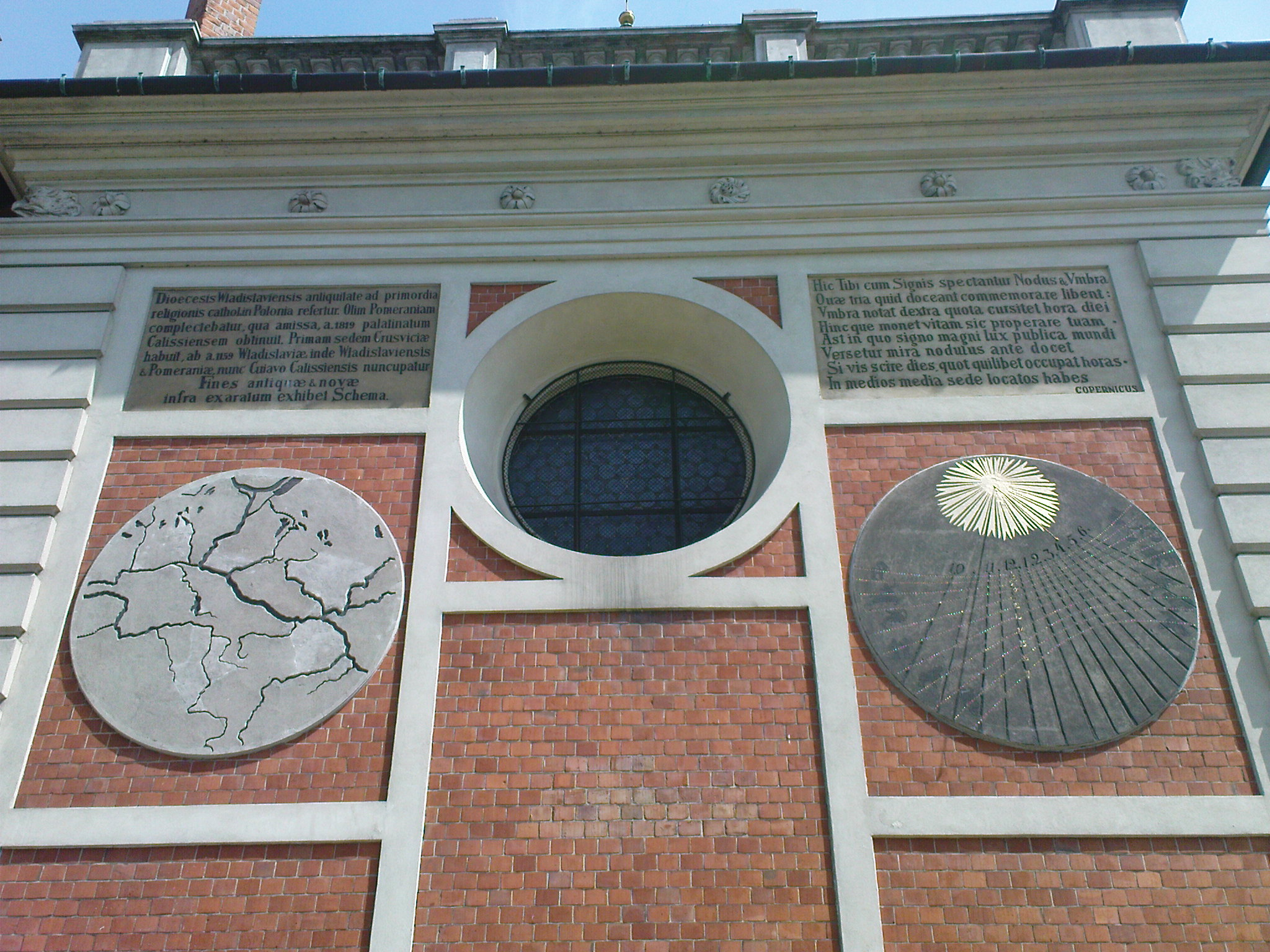
Bazylika Katedralna we Włocławku - ściana Kopernikańska
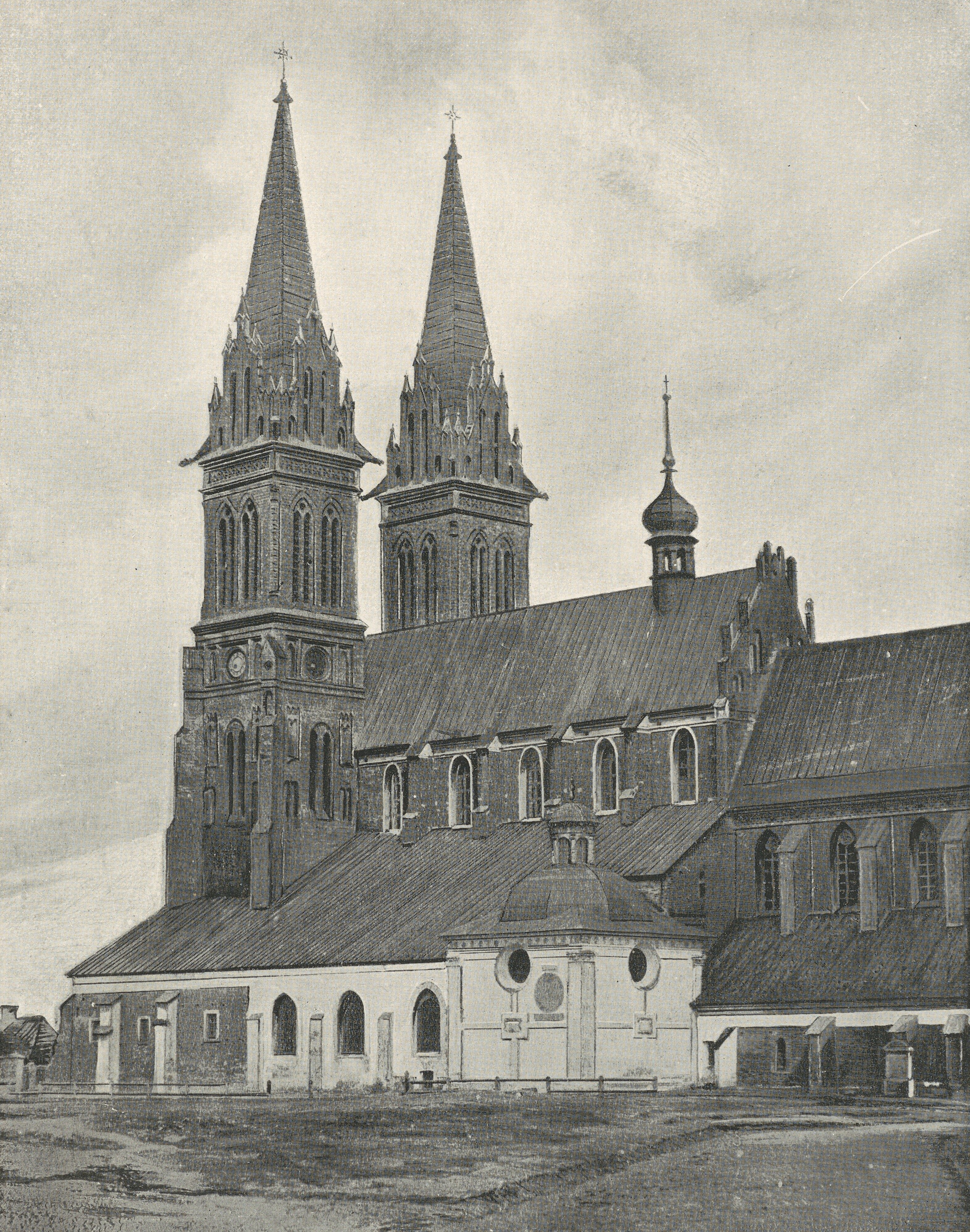
Widok przed 1899 r.